# Герб Алитусского уезда
Герб Алитусского уезда (лит. Alytaus apskritis herbas) — символ современного административно-территориального образования в Литовской республике Алитусского уезда. Утверждён Указом  президента Литвы за № 70 от 15 сентября 2004 года.

## Описание
В лазурном поле серебряный воин в латах, держащий в правой руке золотую алебарду на серебряном древке и опирающийся левой рукой на серебряный балтский щит с золотыми главой и оконечностью. В лазоревой кайме 10 золотых двойных крестов.

## История
Алитусский уезд составляет большую часть исторической области Дзукия, включая её современную столицу город Алитус. По согласию Дзукского культурного сообщества для уездного герба использован малый герб Дзукии. Этот символ происходит из герба Трокского княжества, известного из печати великого князя Витовта из документов начала XV века.
Лазоревая кайма с десятью ягеллонскими крестами — общий элемент для уездных гербов Литвы. Ягеллонский крест символизирует Литву, число 10 указывает количество уездов, золото в лазоревом поле — традиционные цвета ягеллонского креста.
- Печать Кейстута, 1379 г.
- Герб с печати Витовтa, 1404 г.
- Герб Трокского княжества. С печати Витовтa, 1407 г. (вар. 1)
- Герб Трокского княжества. С печати Витовтa, 1407 г. (вар. 2)
- Печать Сигизмунда Кейстутовича, 1437 г.
- Герб Трокского воеводства из гербовника Armorial Lyncenich, 1430-е гг.
- Герб воеводства из польского издания Статута ВКЛ, 1614 г.
- Герб Дзукии, 2003 г.
- Герб Тракайского района Литвы, 1998 г.